# Studebaker Speedster
De Studebaker Speedster was een auto geproduceerd door de Amerikaanse autofabrikant Studebaker tijdens het modeljaar 1955. Het voertuig werd beschouwd als het halo-model van Studebaker voor dat jaar.

## Geschiedenis
In 1955 had Studebaker zijn modellen ingrijpend aangepast met een grotere voorbumper en een massief verchroomd radiatorrooster, meer in overeenstemming met andere Amerikaanse auto's uit die tijd.
De Speedster maakte deel uit van de President-serie en was gebaseerd op de hardtopcoupé van de President. Er werd een eerste serie van twintig Speedsters geproduceerd om gebruikt te worden als blikvanger op autosalons. De positieve reacties op de showauto's zetten het management van Studebaker ertoe aan om de auto halverwege het jaar in productie te nemen. De Speedster werd voor de rest van het modeljaar aangeboden, waarna hij werd vervangen door de eerder geplande Hawk-serie. Hierdoor kon het bedrijf een concurrent aanbieden voor de Ford Thunderbird en Chrysler 300.
De Speedster werd aangedreven door Studebakers 4,2-liter V8-motor die een vermogen van 185 pk ontwikkelde.

## Uitrusting
De Speedster was zo'n US$ 800 duurder dan de President hardtopcoupé omdat de auto voorzien was van een meer uigebreide standaarduitrusting, waaronder een automatische of overdrive-transmissie, stuurbekrachtiging, rembekrachtiging, dubbele uitlaat, mistlampen verwerkt in de voorbumper, lederen interieur, vloerbedekking, radio, richtingaanwijzers en elektrische ruitenwissers met twee snelheden.
Er was ook Speedster-specifieke uitrusting, zoals een motorkapornament over de volledige lengte van de motorkap, een roestvrijstalen dakband en verchroomde asbakken, achteruitkijkspiegels en uitlaatpijpen. De wagens konden in een twee- of driekleurenschema geleverd worden, waarvan de "citroen/limoen"-combinatie de bekendste was.

## Fotogalerij

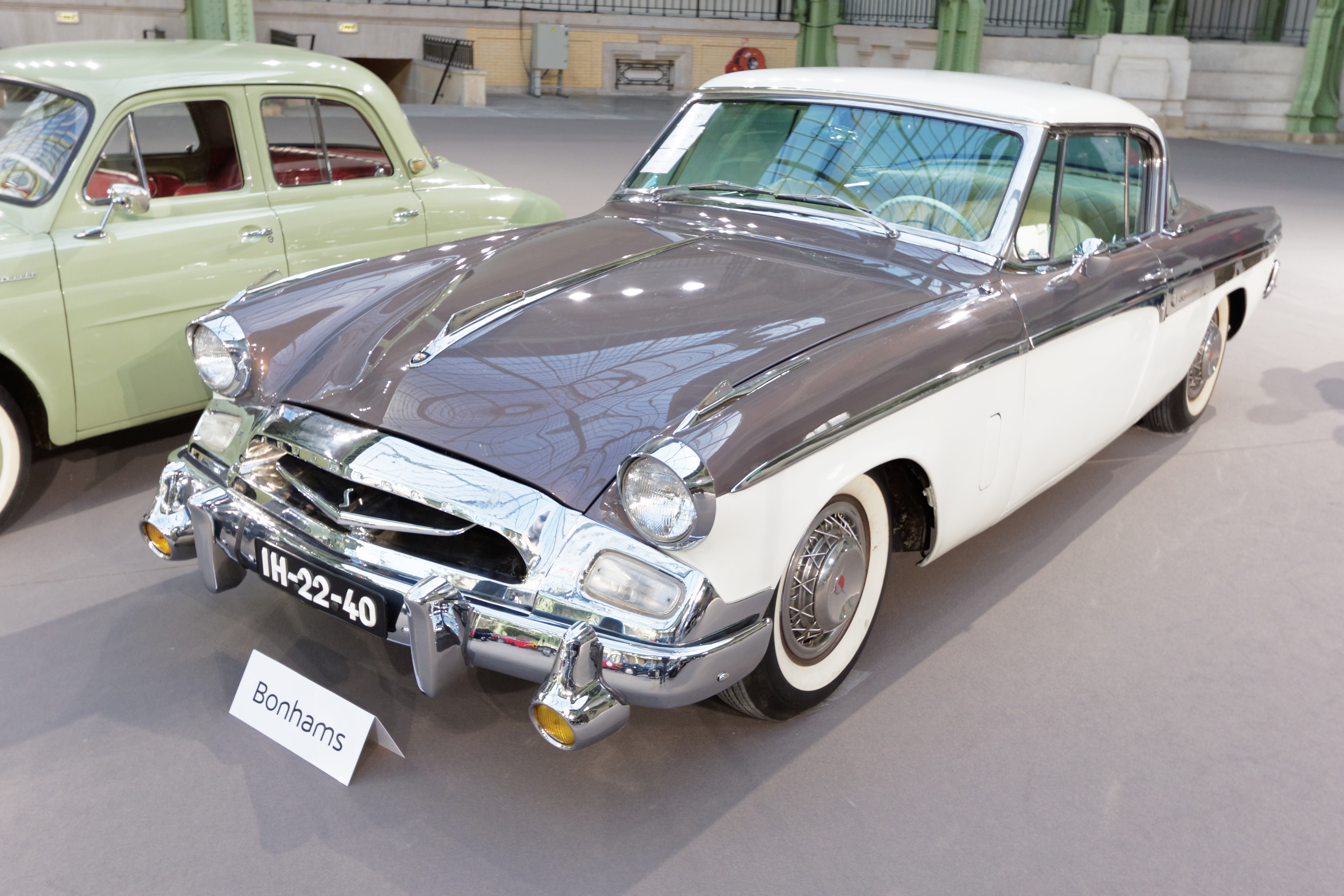
vooraanzicht met het motorkapornament over de volledige lengte van de motorkap
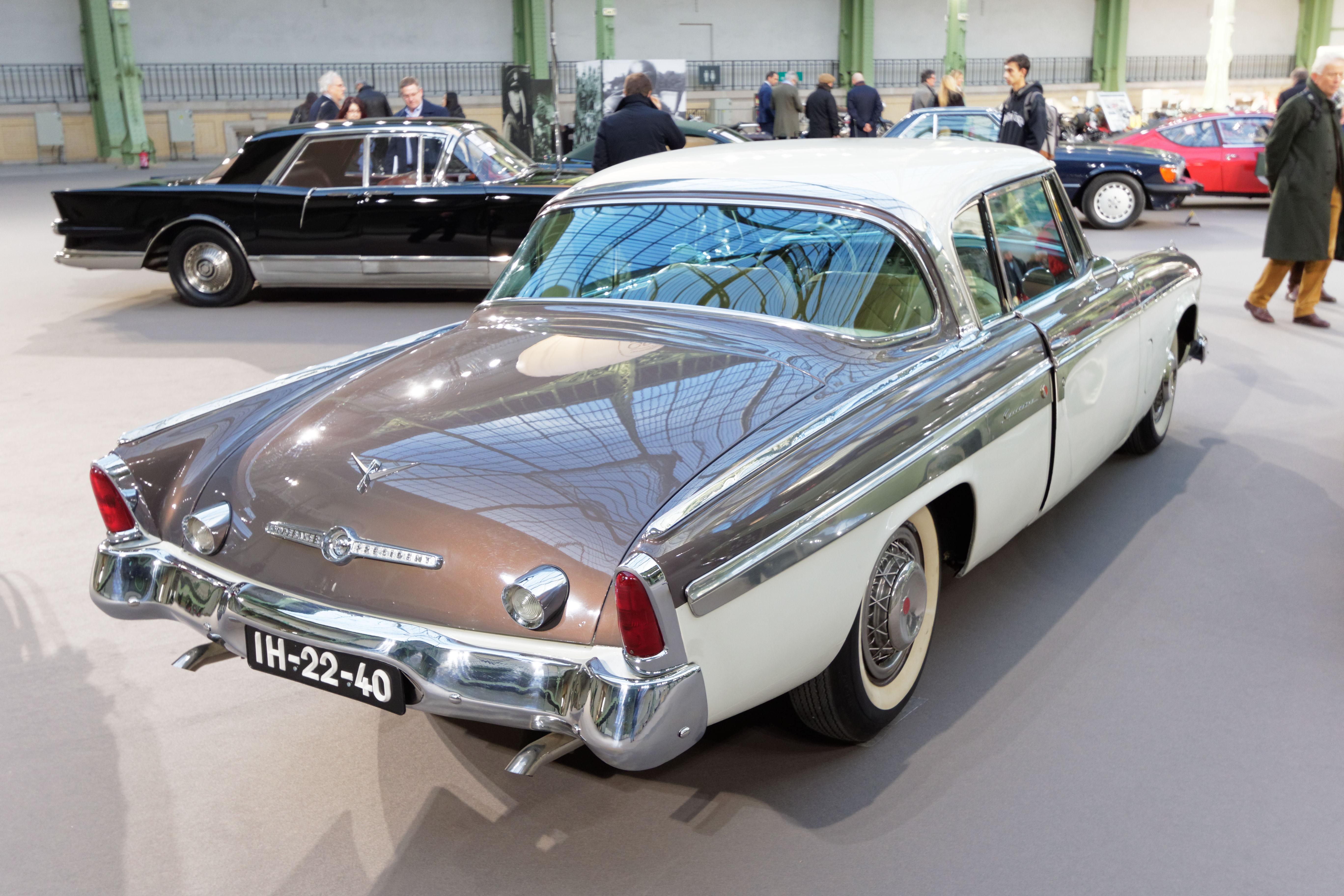
achteraanzicht